# Jean Zuccarelli
Jean Zuccarelli (Bastia, 7 marzo 1907 – Ville-di-Pietrabugno, 16 dicembre 1996) è stato un politico francese.